# Jabrowicze
Jabrowicze (biał. Ябравічы; ros. Ябровичи) − wieś na Białorusi, w obwodzie grodzieńskim, w rejonie smorgońskim, w sielsowiecie Soły.

## Historia
W czasach zaborów wieś i osada w gminie Kucewicze, w powiecie oszmiańskim, w guberni wileńskiej Imperium Rosyjskiego. W 1905 roku wieś liczyła 238 mieszkańców, 357 dziesięcin; osada liczyła 5 mieszkańców, 4 dziesięciny, należała do Czackiego.
W latach 1921–1945 wieś leżała w Polsce, w województwie wileńskim, w powiecie oszmiańskim, w gminie Kucewicze.
W 1931 wieś w 40 domach zamieszkiwało 225 osób.
Wierni należeli do parafii rzymskokatolickiej w Żupranach. Miejscowość podlegała pod Sąd Grodzki w Smorgoniach i Okręgowy w Wilnie; właściwy urząd pocztowy mieścił się w Krewie.
Po II wojnie światowej w granicach Związku Sowieckiego. Do 1972 roku w sielsowiecie Strypuny. Do 1978 roku w sielsowiecie Białkowszczyzna.
Od 1991 w niepodległej Białorusi. Od 1978 do 2008 roku w sielsowiecie Kuszlany.